# Con chi lo guardi questo cielo
Con chi lo guardi questo cielo è il quarto album del cantautore italiano Stefano Borgia, pubblicato nel 1998 per l'etichetta discografica It Dischi.

## Tracce
1. Con chi lo guardi questo cielo
2. Sole e luna
3. Romina
4. Quando ti ricorderai di me
5. Io e il mio cane
6. Dove sei finito amico mio
7. Vivere divisi
8. Io non ti dimentico
9. Chi siamo noi